# Luhombero
Der Luhombero ist ein 2576 Meter hoher Berg im Südosten von Tansania (Ostafrika) und die höchste Erhebung im Udzungwa Mountains National Park.
Der Berg besteht aus flachgelagertem Sandstein, die von verschiedenen jungvulkanischen Gesteinen durchbrochen werden. 